# Задорожный, Яков Григорьевич
Я́ков Григо́рьевич Задоро́жный (23 сентября 1890, с. Покровское — 7 ноября 1967, Москва) — советский режиссёр научно-популярного кино, оператор, организатор кинопроизводства. Лауреат Сталинской премии третьей степени (1951).

## Биография
Родился в селе Покровское Витебской губернии (ныне Беларусь). Работать начал в 1905 году. В 1907—1909 годах был киномехаником передвижного кинотеатра, затем управляющим кинотеатра в Витебске. Начиная с 1915 года занимался административной работой, после Октябрьской революции — в советских организациях, ведавших кинематографом (Витебск, Смоленск, Москва).  В 1919—1921 годах проходил военную службу на Западном фронте в должности инструктора по фотокиноделу. Участвовал в рейсах агитпоезда ВЦИК «Октябрьская революция».
С началом НЭПа — совладелец прокатной фирмы «Елин, Задорожный и компания», соарендатор киностудии в Ялте. После ужесточения госконтроля попал в административную ссылку в Канск, затем в Новосибирск. В 1925—1948 годах работал режиссёром, оператором, заведующим производственным отделом и директором киностудии акционерного общества «Киносибирь» (после её ликвидации — «Сибтехфильма»). В 1948—1954 годах работал на Свердловской киностудии научно-популярных фильмов, в 1954—1959 годах — на киностудии «Моснаучфильм». Его кинокартина об орловских рысаках «Соперники» была удостоена Сталинской премии — первой большой награды провинциального документального кино.
Я. Г. Задорожный умер 7 ноября 1967 года в Москве. Похоронен на Донском кладбище.

## Фильмография
Оператор
- 1926 — На переломе
- 1928 — Золотое дно
- 1929 — Конец Журавлихи (совместно с А. Кюнсом)[1]
- 1925 — Сельская кооперация

Режиссёр
- 1929 — Два гиганта
- 1930 — Бабьи сполохи
- 1931 — В боях рождённые
- 1931 — Золотое руно
- 1938 — Племенные совхозы
- 1940 — Фермы колхозов миллионеров
- 1941 — Далматская Ромашка
- 1942 — Сибирь в дни войны (совместно с М. Кауфманом, А. Литвиновым)[10]
- 1943 — Хранение и использование сельскохозяйственных материалов
- 1944 — Военная ветеринария в Великой Отечественной войне
- 1946 — Анемия лошадей
- 1947 — Повесть о коне золотом
- 1948 — Повесть о Донце
- 1950 — Орловские рысаки
- 1950 — Соперники
- 1951 — На абхазской земле
- 1952 — В мире пчёл

## Награды и премии
- Сталинская премия третьей степени (1951) — за фильм «Соперники» (1950)[11]